# HMS Charybdis (88)
Pour les autres navires du même nom, voir HMS Charybdis.
Le HMS Charybdis (88) est un croiseur léger de classe Dido en service dans la Royal Navy pendant la Seconde Guerre mondiale.
Il est commandé aux chantiers Cammell Laird à Birkenhead, le 28 août 1938, au titre du programme de construction de 1938. Mis sur cale le 9 novembre 1939 et lancé le 17 septembre 1940, c'est le cinquième navire d'escadre de la Royal Navy à porter ce nom, à partir de 1809. Son achèvement est retardé jusqu'en décembre 1941 en raison de la priorité donnée à la livraison des destroyers d'escorte après les lourdes pertes de 1940.

## Conception et construction
Il s'agissait d'un croiseur antiaérien long de 156 mètres, qui déplaçait près de 5 800 tonnes lège (standard, ou Washington). Son armement principal était composé de huit canons de 4,5 pouces groupés en quatre tourelles, tout comme son sister-ship, le HMS Scylla, au lieu des cinq tourelles doubles de 5,25 pouces prévues. Ces canons avaient un double rôle : antinavire et, malgré leur calibre important, antiaérien. En outre, le bâtiment était armé de huit pom-pom en deux affûts quadruples, de huit canons de 20 mm sur affûts simples et de 2 plateformes triples de tubes lance-torpilles. La veille aérienne du bâtiment et la conduite des tirs étaient assurées par deux radars. L'équipage comprenait environ 530 hommes.

## Historique

### Eaux intérieures et Méditerranée

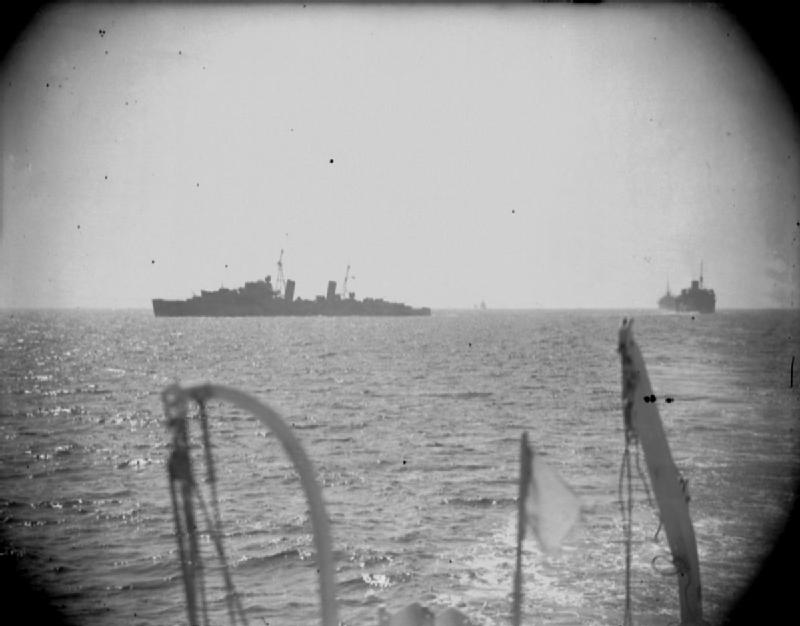
Le Charybdis retournant à Gibraltar durant l'opération Pedestal, en août 1942.

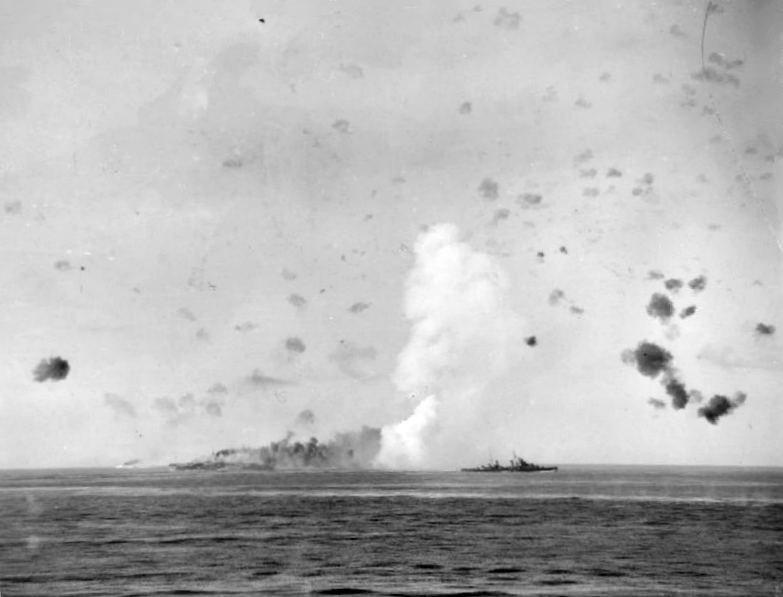
Le porte-avions en feu après avoir été bombardé. Le Charybdis tente de le protéger par un écran de fumée (12 août 1942).

Après sa période d'entrainement à Scapa Flow de l'hiver 1941 jusqu'en mars 1942, il rejoint la Home Fleet et participe à l'opération SN 87, une couverture d'un mouillage de mines dans les atterrages du Nord avant de prendre le chemin de la Méditerranée le mois suivant. Basé à Gibraltar et transféré dans la Force H, il participe alors à plusieurs missions de recherche (opérations LB et Salient) des raiders de surface allemands ainsi qu'à des escortes de convois. Il escortera notamment le porte-avions USS Wasp et le cuirassé HMS Renown. En juin, il est affecté à la Force W, participant à l'opération Harpoon pour renforcer l'escorte d'un convoi vers Malte. En juillet, il participe aux opérations Pinpoint et Insect, destinées à renforcer la protection aérienne de Malte. Le mois suivant, il rejoint la Force Z. Une escorte encore plus imposante composée de 2 bâtiments de ligne, 5 porte-avions, 7 croiseurs et 28 destroyers était assemblée pour l'opération Pedestal qui devait convoyer 14 cargos vers l'île dont la situation devenait désespérée. Après trois jours et trois nuits de combat contre toutes les forces qu'Allemands et Italiens avaient lancées contre ce convoi, 3 cargos atteignent finalement Malte qui était ainsi sauvée. S'ensuivirent des missions de protection antiaérienne vers l'île, dans le cadre de l'opération Baritone.

### Atlantique et retour en Méditerranée
En septembre et octobre 1942, le croiseur opère dans l'Atlantique à la recherche des raiders et des forceurs de blocus allemands. Fin octobre, il participe à de nouvelles missions de protection antiaérienne au cours de l'opération Train. Transféré le 25 novembre 1942 à la 12e escadre de croiseurs au sein de la Force H, le Charybdis appareille de Gibraltar, soutenant les débarquements alliés à Alger puis à Bizerte durant l'opération Torch. Le 12 décembre 1942, il reprend la mer pour rejoindre le Royaume-Uni pour quelques modifications.

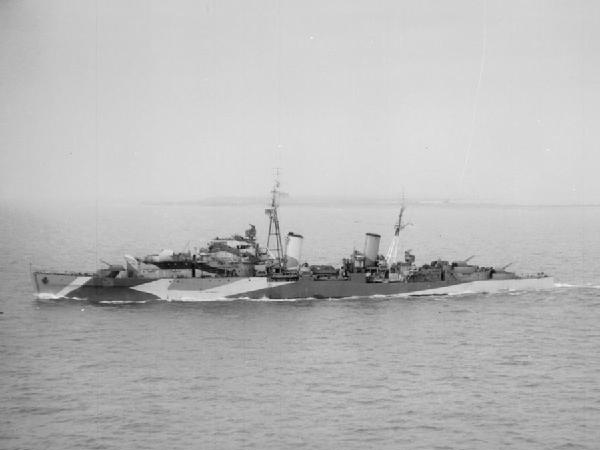
Le Charybdis en février 1943.

Il rejoint la Home Fleet après l’achèvement des travaux en mars 1943. Opérant dans le secteur de Scapa Flow, il couvre des opérations de pose de mines et de patrouilles en mer du Nord jusqu'en avril, avant d'être transféré temporairement au Commandement Naval de Plymouth d'où il participe à des convoyages dans le golfe de Gascogne.
De retour à Gibraltar en août 1943, il effectue plusieurs missions d'escorte de convois en Méditerranée. En septembre, au sein de la Force V, il accompagne les débarquements de Salerne où il est activement engagé dans des actions d'appui-feu et de défense antiaérienne. Au cours de ces opérations au large de la côte italienne, il transportera le Général Dwight D. Eisenhower jusqu'à Salerne. En octobre 1943, il fait route vers Plymouth, accueilli avec plaisir par son équipage.

### OpérationTunnelet naufrage
Le Charybdis, commandé par le Captain George A. Voelcker, appareille de Plymouth le 22 octobre 1943 en fin d'après-midi à la tête d'une force d'intervention composée de 5 destroyers, afin d'intercepter le forceur de blocus allemand Münsterland (capitaine Karl Schulz, lancé en 1921 – jauge brute : 6 315 tonneaux – port en lourd : 10 066 t), qui avait quitté Brest le même jour vers 16 heures en direction de l'Allemagne. Ce dernier transportait une cargaison hautement stratégique d'alliages spéciaux et des équipements de plus de vingt divisions pour deux ans. Selon les informations communiquées au Commandement en Chef de Plymouth, le cargo allemand n'était escorté que par quatre avisos dragueurs de type M et deux patrouilleurs de type V (Vorpostenboot). Mais à 18 heures, cinq torpilleurs de la classe Elbing, appartenant à la 4e flottille de torpilleurs commandée par Franz Kohlauf, prenaient la mer à leur tour avec pour mission de couvrir le flanc nord du convoi.
Le Commandement naval de Plymouth décide de monter une opération, appelée « Tunnel », afin de procéder à une interception de ce convoi avec les moyens alors disponibles. Outre le croiseur Charybdis, les destroyers HMS Limbourne, Stevenstone, Talybont et Wensleydale, tous appartenant à la classe Hunt, furent désignés pour l'opération. Au dernier moment, il leur était adjoint les destroyers Grenville et Rocket, navires de la classe R. L'ensemble de cette petite escadre était placé sous le commandement du croiseur avec pour adjoint le commandant du Limbourne. Le Charybdis, croiseur antiaérien, n'avait aucune expérience en matière de combat de surface dans la Manche, mais en fait il[Qui ?] ne faisait qu'octroyer le commandement à l'officier dans le grade le plus élevé comme c'est généralement le cas.
Vers minuit, un message émanant de la station radar allemande de l'île de Batz signalait au convoi la mise en route d'une force d'interception, ce qui fut ensuite confirmé à minuit passé de 47 minutes. Les torpilleurs de la 4e flottille de torpilleurs sur ordre de leur chef de flottille, le Korvettenkapitän Kohlauf, faisaient alors mouvement vers une position bien au nord du convoi afin d'être en mesure de s'attaquer à la force britannique depuis un secteur où on ne les attendrait pas.
À 01 h 30, le radar du Charybdis détectait le convoi et son Commandant donnait l'ordre d'accélérer à 25 nœuds. L'ordre fut d'une part difficilement compris par les autres navires et d'autre part, le croiseur, plus puissant que les destroyers, les distança rapidement, se trouvant ainsi isolé. Dix minutes plus tard, entre deux averses, les veilleurs du torpilleur T-23 repéraient le croiseur. Ordre était aussitôt donné de tirer une gerbe de torpilles en direction des Britanniques.
Au même moment, le Charybdis qui n'avait pas vu les torpilleurs, repérait le Münsterland et ouvrait le feu avec des obus éclairants. C'est à cet instant que deux torpilles du T-23 faisaient but sur le croiseur qui s'immobilisait en donnant de la bande. Derrière lui, le Limbourne qui revenait en position dans le sillage du Charybdis était à son tour touché par le T-22 à hauteur de la passerelle. La violence de l'explosion fut telle que le destroyer en fut coupé en deux, la partie avant coulant aussitôt tandis que l'arrière se maintenait à flot. Ayant épuisé leurs torpilles, les navires allemands ouvraient alors le feu au canon sur la force anglaise, tirant plusieurs dizaines de projectiles en l'espace de quelques minutes sans réellement mettre en danger les destroyers qui, faute de directives du Charybdis, décrochaient du combat dans diverses directions.
À 01 h 50, l'évacuation du croiseur commençait et se poursuivit durant moins de 10 minutes car le navire s'enfonça alors rapidement par l'arrière et disparut sous la surface, à la position géographique 48° 59′ N, 3° 39′ O. Le convoi allemand faisait alors route sur le port de Lézardrieux, où le Münsterland entra sans encombre, tandis que la 4e flottille de torpilleurs, craignant sur la base de renseignements erronés la présence d'une autre force anglaise, qu'elle n'aurait pu affronter ayant épuisé la quasi-totalité de ses torpilles, mettait le cap sur Saint-Malo qui était atteint à l'aube.
Ce n'est que deux heures après le torpillage que la flottille conduite par le Grenville, revint sur les lieux et sauva une centaine de rescapés. La partie arrière du Limbourne qui flottait toujours fut évacuée et dut être torpillée par le destroyer Rocket afin qu'elle ne tombe pas aux mains de l'ennemi.
Cette interception mal préparée avec des moyens en partie inadaptés coûta en définitive à la Royal Navy, deux navires et 504 officiers et marins, dont 462 sur le seul Charybdis. Il n'y a que 107 rescapés. Le Münsterland reprenait quant à lui la mer dès le lendemain soir et parvenait sans encombre à Cherbourg.

## Héritage et commémoration

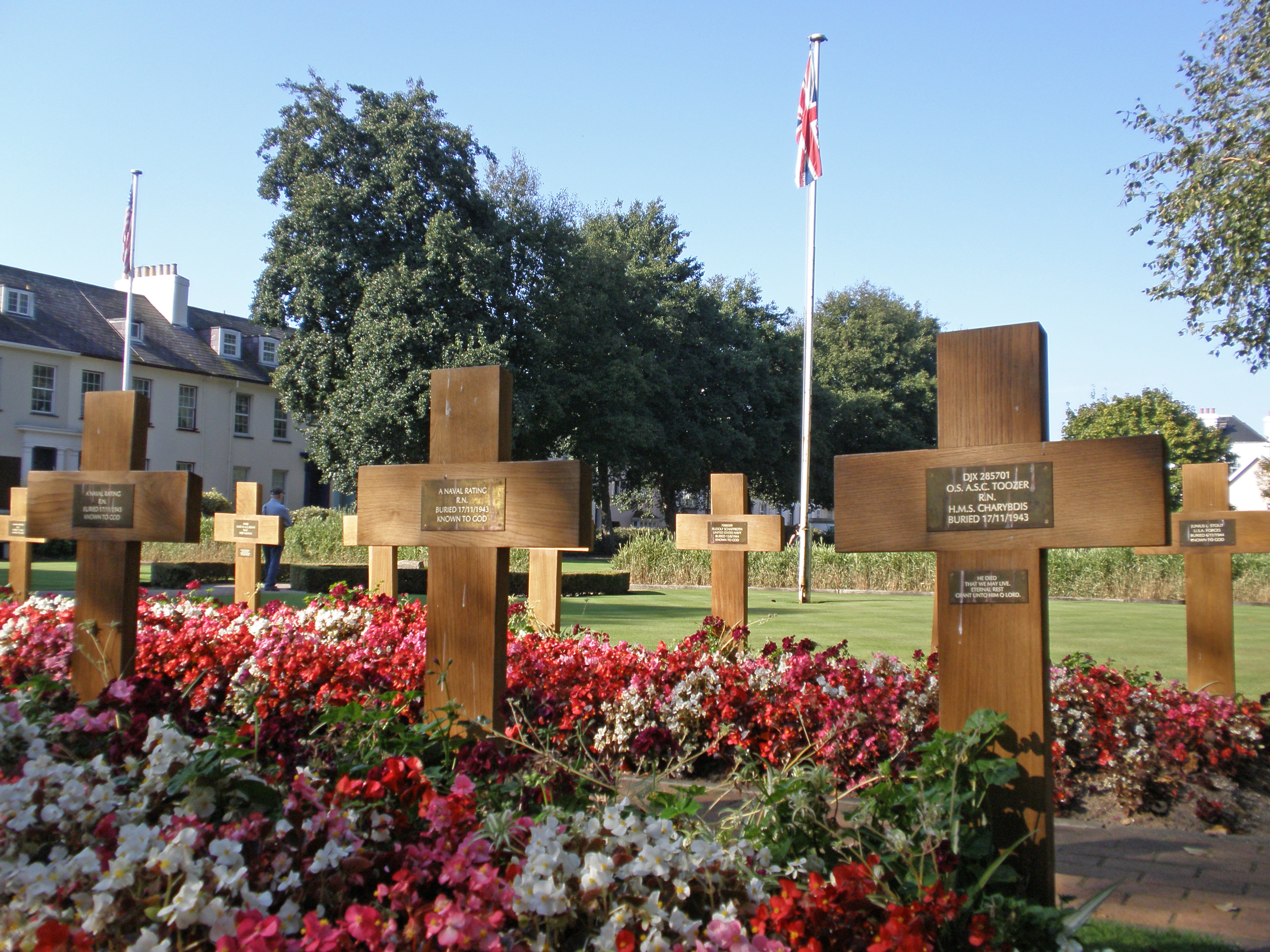
Un certain nombre d'hommes d'équipage du Charybdis ayant péri dans l'opération furent enterrés dans le cimetière de guerre de Saint-Sauveur, à Jersey.

Le Charybdis a obtenu six honneur de bataille au cours de son service: un lors des convois de Malte en 1942 (opération Harpoon), un durant l'opération Torch en 1942, un durant l'opération Avalanche en 1943, un pendant la bataille de l'Atlantique en 1943, un lors d'opération dans la Manche en 1943 et le dernier lors d'opération dans le golfe de Gascogne en 1943.
Peu après le naufrage, les corps de 21 hommes du Charybdis ont été enterrés avec les honneurs militaires à Guernesey, par les autorités d'occupation allemandes. Ces funérailles deviennent une occasion pour certains des insulaires de démontrer leur loyauté envers la Grande-Bretagne et leur opposition aux occupants nazis; environ 5 000 habitants de l'île ont assisté aux funérailles, portant quelque 900 couronnes de fleurs.
Chaque année, un service commémoratif est organisé, rassemblant des survivants de l'opération, leurs proches, l'Association de la Royal Navy et de la Marine Royale de Guernesey, les Sea Cadets (en), l'Ambulance Saint-Jean, la Police, la Croix-Rouge et des représentants de la Royal Navy.
Les corps des autres hommes ont été enterrés dans le Jersey à Saint-Hélier (38), Dinard (96), Saint-Brieuc (47), Île-de-Bréhat (4), Saint-Germain-sur-Ay (1) et Saint-Charles-de-Percy (2).
En 1993, deux plongeurs bretons identifient l'épave des navires britanniques au nord des Sept-Îles, reposant à 83 mètres de profondeur.
La municipalité de Perros-Guirec a fait ériger une stèle en granit dans le square Pierre-Jakez Hélias surplombant la baie. Tous les cinq ans, les membres et les rescapés du Charybdis viennent s'y recueillir.